# جون شوكر
جون شوكر (بالإنجليزية: John Shuker)‏ هو مدرب كرة قدم ولاعب كرة قدم بريطاني في مركزي الدفاع، ولد في 8 مايو 1942 في Eccles, Greater Manchester ‏ في المملكة المتحدة، وتوفي في 29 ديسمبر 2019. لعب مع أكسفورد يونايتد.